# Mary Karasch
Mary C. Karasch, nascida em 1943, é professora emérita da Universidade de Oakland [] cujo campo de atuação é história latino-americana.
Ela obteve seu doutorado pela Universidade de Wisconsin.
Ensinou na Universidade de Brasília (1977-78) e na Universidade Federal de Goiás (1993). [].
Dentre os temas mais abordados em seus trabalhos estão a escravidão no Brasil e processos de resistência como os quilombos.

## Livros
Durante sua vida publicou alguns livros e diversos artigos. Os seus livros são:
- The Encyclopedia of Latin American History, 5 vols., Nova Iorque: Charles Scribner's Sons, 1996.

- Slave Life in Rio de Janeiro (Princeton: Princeton University Press, 1987).

- A vida dos escravos no Rio de Janeiro, 1808-1850, trad. Pedro Maia Soares (São Paolo: Companhia das Letras, 2000). Tradução de Slave Life in Rio de Janeiro com novo prefácio.

- Teaching Latin American History, co-editado com E. Bradford Burns e Eduardo Hemandez (Los Angeles: University of California Press, 1977).

Dentre seus livros, o de maior repercussão é o "Slave Life in Rio de Janeiro" (lançado em 1987 pela Universidade de Princeton), que foi traduzido no Brasil como "A Vida dos Escravos no Brasil" no ano de 2000 pela Editora Companhia das Letras.
Segundo a mestre em História, Maria Cristina Cortei Wissenbach, esse livro contém "um dos levantamentos mais completos" acerca da escravidão urbana. [].
Por essa obra, em 1987, a autora recebeu o prêmio "Albert J. Beveridge" da Associação Americana de História [].

## Artigos e outras contribuições
Mary Karasch possui diversos outros textos escritos como artigos ou capítulos em livros organizados, dentre os quais destacamos os seguintes, conforme sítio eletrônico da Universidade de Oakland:
- "Rethinking the Conquest of Goiás 1775-1819", The Americas 61 (2005): 463-92.

- "Free Women of Color in Central Brazil, 1779-1832" em Beyond Bondage: Free Women of Color in the Americas, Urbana: University of Illinois Press, 2004).

- "The Periphery of the Periphery? Vila Boa de Goias, 1780-1835" em Negotiated Empires: Centers and Peripheries in the Americas, 1500-1820, Nova Iorque e Londres: Routledge Press, 2002), 143-169.

- "Zumbi of Palmares: Challenging the Portuguese Colonial Order" em The Human Tradition in Colonial Latin America, Wilmington, DE: Scholarly Resources, 2002), 104-120.

- "Central Africans in Central Brazil" em Central Africans and Cultural Transformations in the American Diaspora, Cambridge: Cambridge University Press, 2002), 117-151.

- "Concubinato e casamento na Capitania de Goias" em Sexualidade, Família e Religião na Colonização do Brasil, ed. Maria Beatriz Nizza da Silva (Lisboa: Livros Horizonte, 2001), 91-102.

- "Bartering Books: Doing Research in Central Brazil" Oakland Journal 2 (Fall 2000): 39-49.

- "Índios Ladinos, Intérpretes e Intermediários na Capitania de Goias, 1775-1835," Revista da Sociedade Brasileira de Pesquisa Histórica, Curitiba, Parana, no. 19 (2000): 61-69.

- "Minha Nação: Identidades Escravas no Fim do Brasil Colonial," em Brasil: Colonização e Escravidão, ed. Maria Beatriz Nizza da Silva (Rio de Janeiro: Nova Fronteira, 1999, p.127-141.

- "Historia das Doenças e dos Cuidados Médicos na Capitania de Goias [1735-1825]" in Saúde e Doenças em Goias, ed. Lena Castello e Branco F. Freitas (Goiânia: UFG, 1999, p. 19–62.

- "As Mulheres Livres de Corno Brasil Central, 1779-1832," Revista da Sociedade Brasileira de Pesquisa Histórica, Curitiba, Paraná, no. 15 (1998), 3–20.

- "Brazil: Overview [of Brazilian slavery]" em Encyclopedia of World Slavery, Nova Iorque: Macmillan Reference, 1998, p. 115–134.

- "Inter-ethnic Conflict and Survival Strategies on the Tocantins-Araguaia Frontier, 1750-1890" em Contested Ground, Tucson: University of Arizona Press, 1998, p. 115-134.

- "Conflitos e resistência inter-étnicos na fronteira brasileira de Goias, nos anos 1750 a 1890," Revista da Sociedade Brasileira de Pesquisa Histórica, Curitiba, no. 12 (1997), p. 31-49.

- "Amaranth; Angola; Guine, Guinea; Manioc; Mina; Slavery: Brazil" in Encyclopedia of Latin American History and Culture, Nova Iorque: Charles Scribner's, 1996).

- "Os quilombos do ouro na capitania de Goiás" in Liberdade por um fio: História dos Quilombos no Brasil,São Paulo: Companhia das Letras, 1996, p. 240-262.

- "Slave Women on the Brazilian Frontier in the Nineteenth Century" em More than Chattel: Black Women and Slavery in the Americas, Bloomington: Indiana University Press, 1996, p. 79-96.